# Andreas M. Kaplan

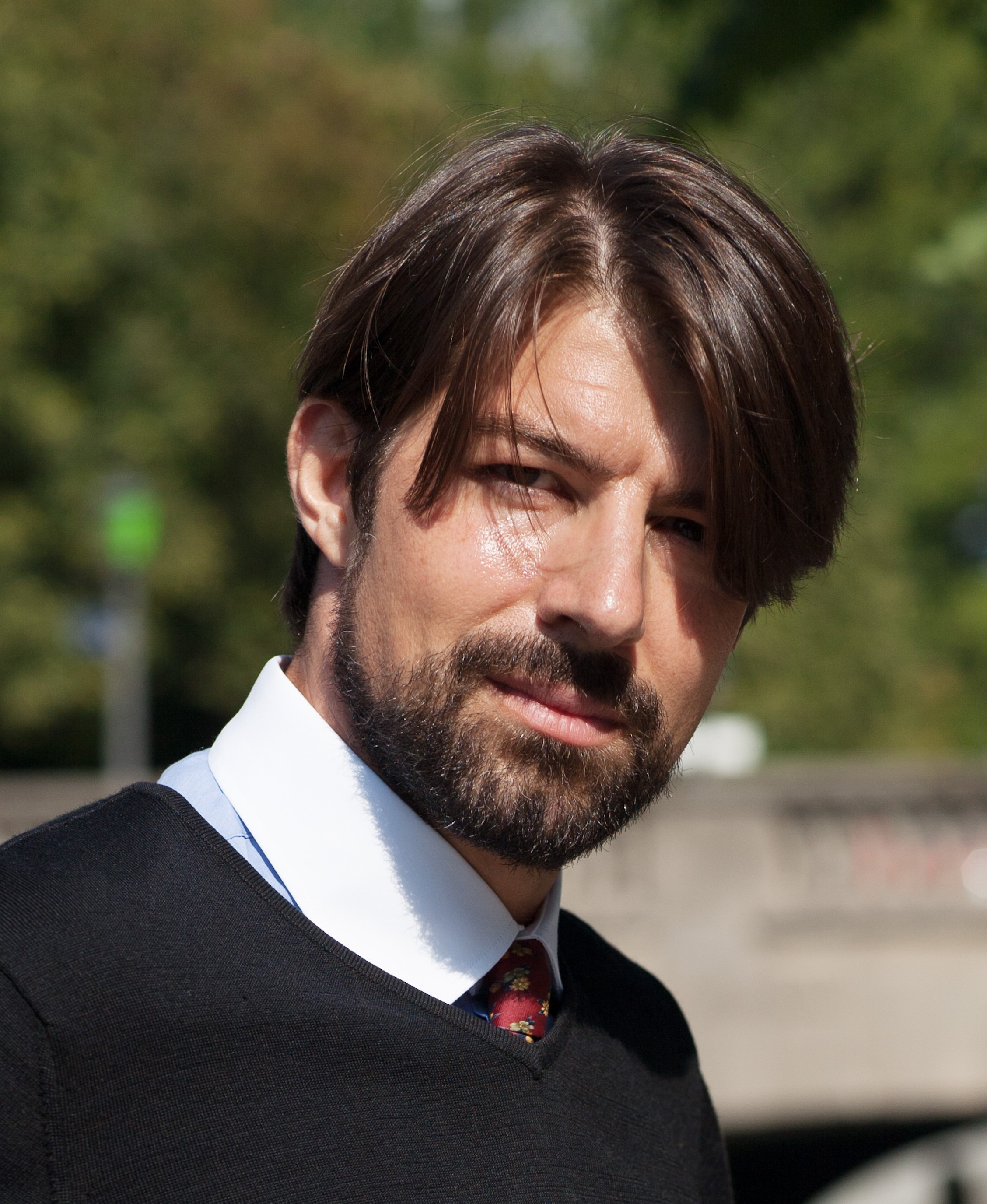
Andreas Kaplan (2015)

Andreas M. Kaplan (* 5. Oktober 1977 in München) ist ein deutscher Wirtschaftswissenschaftler und Präsident der Kühne Logistics University. Zuvor war er Rektor der ESCP Business School.

## Leben
Kaplan erlangte den Doktorgrad an der Universität zu Köln und der École des hautes études commerciales de Paris und habilitierte an der Sorbonne. Während der Anfertigung seiner Dissertation absolvierte er einen Forschungsaufenthalt am INSEAD in Fontainebleau. Zusätzlich erhielt er einen Master of Public Administration (MPA) an der École nationale d’administration (französische Hochschule für Verwaltungswissenschaften) in Straßburg, einen MSc an der ESCP Business School und einen BSc an der Ludwig-Maximilians-Universität München. Er war Professor an der ESSEC Business School und am Institut d’études politiques de Paris (IEP de Paris), wechselte an die ESCP Europe Wirtschaftshochschule Berlin, wo er Leiter der Fakultät für Marketing und von 2014 bis 2017 Studiendekan war. Von 2017 bis Anfang 2022 war er Rektor der ESCP. Seit Mai 2022 ist er Präsident der Kühne Logistics University (KLU) und Professor of Digital Transformation an der KLU.

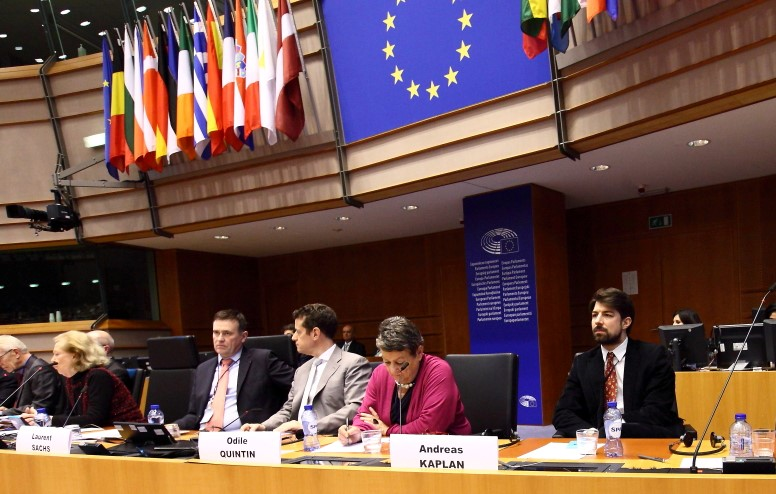
Europäisches Parlament in Brüssel mit Nicole Fontaine und Odile Quintin

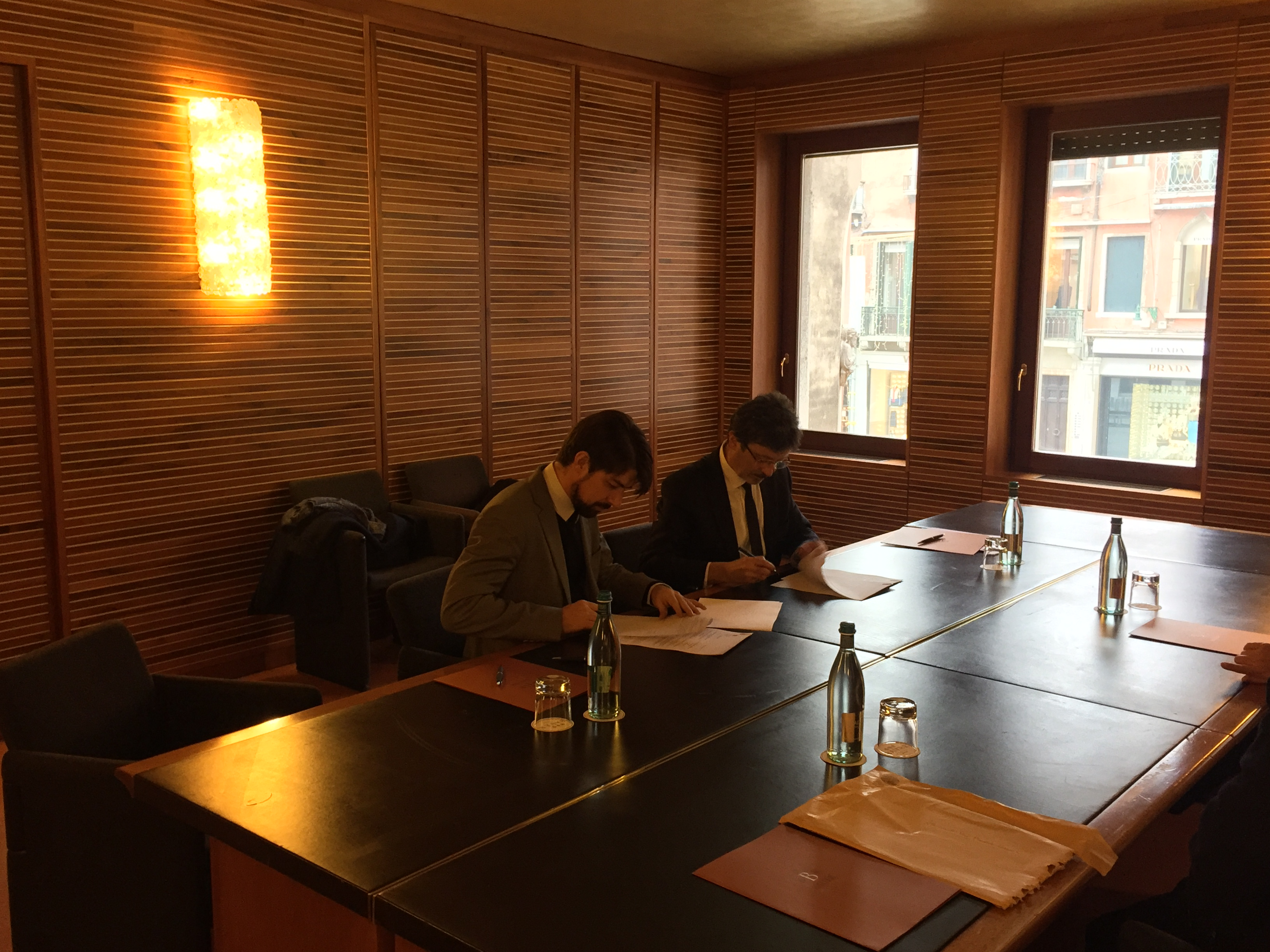
Partnerschaftsunterzeichnung zwischen der Universita Ca' Foscari di Venezia und der ESCP Europe - Rektor Bugliesi/Kaplan

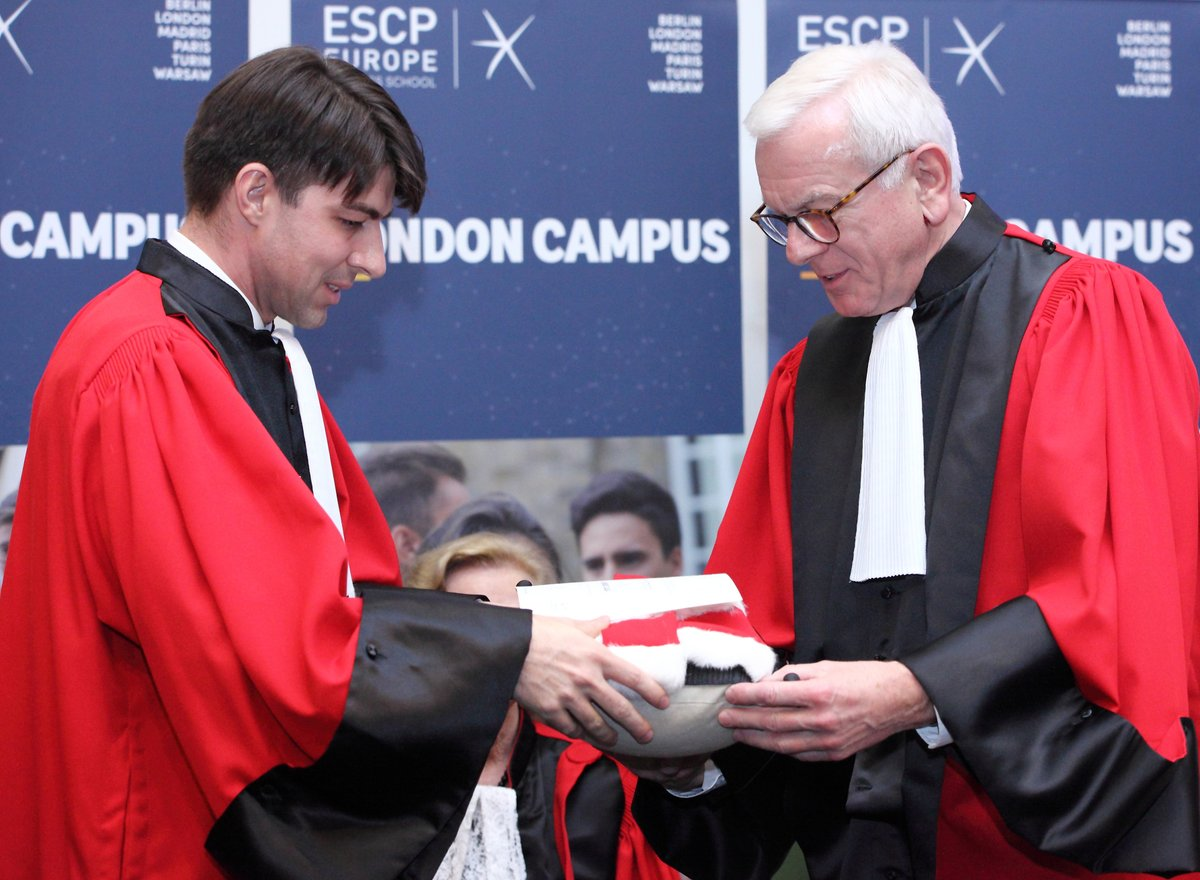
Ehrendoktorwürde an Hans-Gert Pöttering, Präsident a. D. des Europäischen Parlaments

## Ausgewählte Veröffentlichungen
- Andreas Kaplan: Digital Transformation and Disruption of Higher Education. Cambridge University Press, United Kingdom 2022, ISBN 978-1-108-83890-0.
- Andreas Kaplan: Higher Education at the Crossroads of Disruption: The University of the 21st Century, Great Debates in Higher Education. Emerald Publishing, United Kingdom 2021.
- A. Kaplan, M. Haenlein: Rulers of the world, unite! The challenges and opportunities of artificial intelligence. In: Business Horizons. Band 63, Nr. 1, Januar–Februar 2020, S. 37–50. doi:10.1016/j.bushor.2019.09.003.
- Andreas Kaplan, Michael Haenlein: Siri, Siri in my Hand, who's the Fairest in the Land? On the Interpretations, Illustrations and Implications of Artificial Intelligence. In: Business Horizons. Band 62, Nr. 1, 2019, S. 15–25.
- Andreas M. Kaplan: A school is “a building that has four walls…with tomorrow inside”: Toward the reinvention of the business school. In: Business Horizons. 2018.
- Andreas M. Kaplan, Michael Haenlein: Higher education and the digital revolution: About MOOCs, SPOCs, social media, and the Cookie Monster. In: Business Horizons. Volume 59, 2016.
- F. Pucciarelli, Andreas M. Kaplan: Competition and Strategy in Higher Education: Managing Complexity and Uncertainty. In: Business Horizons. 59 (3), 2016.
- Andreas Kaplan: European business and management (Vol. I) – Cultural specificities and cross-cultural commonalities. Sage Publications, London 2015.
- Andreas Kaplan: European business and management (Vol. II) – Business ethics and corporate social responsibility. Sage Publications, London 2015.
- Andreas Kaplan: European business and management (Vol. III) – Contextual diversity and interdisciplinary aspects. Sage Publications, London 2015.
- Andreas Kaplan: European business and management (Vol. IV) – Business education and scholarly research. Sage Publications, London 2015.
- Andreas M. Kaplan: European Management and European Business Schools: Insights from the History of Business Schools. In: European Management Journal. Band 32, Nr. 4, 2014, S. 529–534.
- Andreas M. Kaplan: Social Media wird mobil: Grundlagen, Gebrauch und Gestaltung mobiler sozialer Medien. In: Marketing Review St. Gallen. Band 4, 2012, S. 16–20.
- Andreas M. Kaplan: If you love something, let it go mobile: Mobile marketing and mobile social media 4x4. In: Business Horizons. Band 55, Nr. 2, 2012, S. 129–139.
- Andreas M. Kaplan, Michael Haenlein: The Britney Spears universe: Social media and viral marketing at its best. In: Business Horizons. Band 55, Nr. 1, 2012, S. 27–31.
- Andreas Kaplan: Social media between the real and the virtual: How Facebook, YouTube & Co. can become an extension of the real life of their users - and sometimes even more. In: Prospective Strategique. 38, (Mars), 2011, S. 8–13.
- A. M. Kaplan, M. Haenlein: The early bird catches the news: Nine things you should know about micro-blogging. In: Business Horizons. Band 54, Nr. 2, 2011, S. 105–113.
- A. M. Kaplan, M. Haenlein: Two hearts in 3/4 time: How to waltz the Social Media – Viral Marketing dance. In: Business Horizons. Band 54, Nr. 3, 2011, S. 253–263.
- Andreas M. Kaplan, Michael Haenlein: Users of the world, unite! The challenges and opportunities of social media. In: Business Horizons. Band 53, Nr. 1, 2010, S. 59–68.